# 京都扶持衆
京都扶持衆（きょうとふちしゅう）とは、室町時代に室町幕府の征夷大将軍と直接主従関係を結んだ関東地方・東北地方の武士。京都御扶持衆ともいう。
なお、この言葉の語源については、渡辺世祐が作った学術的用語であり、史料上に出てくる用語としては「京都御扶持者」「京都御扶持之輩」であるため、「京都扶持者」の方が正確なのではないかとする渡政和の指摘もある。

## 概要
室町時代の関東地方は、鎌倉公方と呼ばれる将軍の代理人が鎌倉府の長として統治し、事実上幕府からは間接統治となっていた。鎌倉公方は次第に幕府と対立するようになり、将軍の位も望むようになる。このような鎌倉公方の動きを牽制するため、幕府は鎌倉公方と対立している関東や奥羽の有力武士と直接主従関係を結んだ。
これらの武士は京都扶持衆（当時の記録では京都御扶持者）と呼ばれ、鎌倉府の管轄国内の武士でありながら、鎌倉府に出仕する義務はなく、鎌倉公方の指揮も受けず、直接将軍の指揮下に入った。幕府はこれら京都扶持衆を組織し、反鎌倉公方活動をおこなった。こうした武士は4代将軍足利義持の時代には十数家あったとされている。幕府は表向きはこうした扶持衆の行動を批判したものの、実際にはこれに物心様々な援助を与えていた。
実際に京都扶持衆となったのは、甲斐武田氏、常陸山入氏、小栗氏、真壁氏、大掾氏、下野宇都宮氏、那須氏、小野寺氏、陸奥篠川御所、伊達氏、蘆名氏、南部氏、白河結城氏、湊氏、桃井氏、塩松石橋氏、犬懸上杉氏（上杉憲秋）、海道五郡輩（岩城・岩崎・標葉・相馬・楢葉の諸氏）が挙げられる。
これらの家々は鎌倉公方足利持氏が元関東管領上杉禅秀に攻められた上杉禅秀の乱において、義持の禅秀討伐令を無視して禅秀を支援し、あるいは中立的態度を取った。これらは、その裏で追討令を発した義持自身が持氏の勢力弱体化のために秘かに認めた行為であった。これを知った持氏は京都扶持衆に対する見せしめとして小栗満重を討伐し（小栗満重の乱）、それに加担したとして同じく扶持衆の宇都宮持綱や桃井宣義などをも滅ぼすが、将軍・義持はこれを関東から親幕府勢力の一掃を図った「私戦」として激しく非難して三管領や山名時熙・赤松満祐に持氏討伐の是非を諮問する騒ぎとなっている。結局、持氏の謝罪で一旦は納まったものの、以後も京都扶持衆を介在させて持氏の勢力拡大を阻もうとする幕府と彼らの討伐の機会を狙う持氏の対立は続き、永享の乱の原因の1つとなった。
永享の乱による鎌倉公方の滅亡後、親幕府派の関東管領山内上杉家が関東の支配権を握ったために関東の京都扶持衆は自然消滅したと考えられている。

## 関連文献
- CiNii>京都扶持衆